# Villa Guerrero (Jalisco)
Villa Guerrero é um município do estado de Jalisco, no México.